# 在地偶像
在地偶像（日语：ローカルアイドル）是指在各地方從事演藝活動的日本偶像藝人。相對於集中在首都圈或三大都市圈從事演藝活動的一般偶像，在地偶像是以出身的家鄉地區為主要的演藝活動中心。又稱為「地方偶像」、「本地偶像」、「地下偶像」或「當地偶像」。

## 概要

### 背景
1993年時，日本藝人經紀公司吉本興業在獲得「東京勁舞娃娃」的授權之後，在大阪府推出了具有當地特色的偶像團體「大阪勁舞娃娃」以及德島縣的「阿波勁舞娃娃」。1995年時，同樣在德島縣組成了「COCONUT'」，可被視為在地偶像的原型。
1995年之後，「MAX」、「SPEED」、「ZONE」、「Whiteberry」、「早安少女組。」等偶像團體陸續出道，這些團體的共同點是由東京都的公司出資營運，卻以地方出生的團員為特色。這使得在地偶像遲遲無法打入大眾市場。

### 成立
1996年開始，打著「地方出道的偶像」、「當地偶像」名號的偶像團體如雨後春筍般萌芽。較具代表性的團體有廣島縣的「Sun Flower（日语：サンフラワー）」、青森縣的「蘋果少女」、山形縣的「SHIP」、大阪府的「DANCING BANANA（日语：ダンシングBANANA）」、北海道的「Touch」等等。
在日本泡沫經濟崩盤之後，年輕人開始喜歡不必花大錢的休閒娛樂，作家速水健朗將這種因通貨緊縮而產生的文化稱為「通縮文化（日语：デフレカルチャー）」。經濟學家田中秀臣則提到，在地偶像的興盛正可謂是這種通縮文化構造中的一面，習慣了通縮文化的年輕人們開始走回物價水準較都市低的地方，若這種情況繼續下去，則在地偶像仍有繼續成長的空間。

### 收入來源

#### 地方媒體
在地偶像會在當地的各種傳播媒體（如電視、廣播、報紙、社區情報刊物）曝光。在地偶像的特色是地方密集，就算在其他地方默默無名，也能在家鄉當地獲得穩定的支持。但不可否認的是，在地偶像的商業模式比起東京要小得多，因此現在大多朝向東京秋葉系（日语：秋叶原系）的方式擴大經營。

#### 東京的演藝活動與主流出道
秋葉系偶像的特色在於每位歌迷的消費單價相對來得高，但歌迷的絕對數量較少。因此在東京發展的在地偶像通常以集團的方式經營，大多數的活動皆是數個團體在同一個場地一起舉辦。雖然已有許多團體透過連鎖加盟的模式在東京主流出道，但要正式從秋葉系轉型進軍全國仍是困難重重。

#### 網際網路
網際網路的發展，讓在地的資訊更容易發布到全國各地。以往只能到東京進行地下表演的偶像團體，現在透過網路也能向全國宣傳。

#### 女僕餐廳與同人誌活動
這部分是「在地型地下偶像」的主要收入。由於網際網路只能吸引到一部份主動接觸的歌迷，為了發展新的接觸方式，有的偶像團體開始在該地的女僕（角色扮演）餐廳拓展歌迷。另外也有在地偶像會參加當地的同人誌即賣會。

## 類型

### 商店街
日本各地的商店街都在為了集客力不足而苦惱，以往只要在夏天祭典時請來東京的演歌歌手或偶像就能吸引客人，但在資金不足的情況下日趨困難。甚至連當地的藝人或業餘樂團表演也無法得到預期的結果。
因此，為了宣傳商店街並且提高集客力，「在地偶像」就因應而生。同鄉的人變成「偶像」這件事能在當地掀起話題，而藉著將偶像當作商店街統合的象徵，也能讓商店街相關的人們團結合作。典型的例子是「SHIP」。
這種類型的偶像，由於通常是由偶像經營的外行人所主導，以前也未曾將在地偶像本身商業化，缺乏偶像的專業訓練，因此有不少在話題性和集客力降低之後解散的例子。

### 產業宣傳
各地方的自治機關和農業協同組合為了宣傳在地的產品，常常舉辦選美活動選出優勝者擔任產品宣傳的大使。這些宣傳大使通常是20幾歲的未婚女性。而將這些宣傳大使的年齡層降低並組成團體，自然而然產生了一群支持者，地方偶像也就此誕生。典型的例子是「Negicco」。

### 地方節目
一旦地方經濟不振，在地企業的電視廣告需求也會降低，導致地方電視台的財政不穩。電視台的在地節目為了降低成本，只好請來在地的藝人演出。
但收視率提高才能增加電視台的收入。為了獲得忠實觀眾，電視台便嘗試創立了「在地偶像」。這類型的地方偶像是以「偶像培訓計畫」之類的電視節目出道。雖然僅侷限在節目、電視台內，但光靠地方媒體大量地曝光，在該地（電視台播出的地區）內也能創造高知名度，甚至能成為該電視台的企業識別。典型的例子是、「C-ZONE」。此外也有在地方刊物誕生的偶像團體，如。

### 地方經紀公司
隨著萌系商業的主流化，也讓在地偶像的商業收益結構發生了變化。以往以家鄉活動為主體，現在卻能轉變成能夠「出口」到三大都市圈的秋葉系進行活動、賺取「外幣」的商業模式。
結果，各地的藝人、模特兒經紀公司、舞蹈學校等，將推出在地偶像視為多角化經營的一環。這種類型的偶像通常與當地媒體的關係較薄，在當地的知名度也不高。也有打著在地偶像名義卻不在當地從事演藝活動，反而轉向收入較高的三大都市圈為活動中心的偶像團體。典型的例子是「DANCING BANANA」、等。以這種類型在當地密集曝光而成功轉紅的案例則有和等。
另一方面，與當地廣告業者關係緊密的經紀公司，也常常替自家的在地偶像爭取到廠商的贊助。特別是想要擴展年輕客層的產業（例如汽車經銷商與傳統食品產業等）較常贊助在地偶像，讓偶像在店內舉辦迷你演唱會，或是拍攝電視廣告。（汽車經銷商贊助的在地偶像如「pramo」、「Dorothy Little Happy」。傳統食品產業則如等）。

### 關東地區
在東京的演藝圈中，產生了不少僅在東京進行演藝活動、在關東有一定知名度、但在其他地區完全默默無名的偶像團體，這種團體較少被歸類在「在地偶像」的範疇中，典型的例子是。以前關東的在地偶像常被形容為「人多又短命」的偶像，但也有如「美少女俱樂部31」的長壽團體、以及在特定地區大量曝光的「AKB48」（秋葉原）。

## 各地代表團體
- 依據全國地方公共團體編號以及團體名稱的羅馬拼音、五十音順序排列。

| 地區               | 主要活動範圍                     | 團體名稱             | 活動期間               |
| ------------------ | -------------------------------- | -------------------- | ---------------------- |
| 北海道地方         | 北海道札幌市                     | PEACEFUL             | 2011年 - 2012年        |
| 北海道地方         | 北海道札幌市                     |                      | 2011年5月 -            |
| 北海道地方         | 北海道札幌市                     | WHY@DOLL             | 2011年 -               |
| 北海道地方         | 北海道札幌市                     | Rouge♡Coeur          | 2012年2月 - 2013年4月  |
| 北海道地方         | 北海道札幌市                     |                      | 2011年 - 2013年11月    |
| 北海道地方         | 北海道札幌市                     | R★M                  |                        |
| 北海道地方         | 北海道石狩市                     | R★K                  |                        |
| 北海道地方         | 北海道函館市                     |                      | 2011年12月 -           |
| 北海道地方         | 北海道苫小牧市                   | タッチ               | 2002年 -               |
| 北海道地方         | 北海道北斗市                     |                      | 2011年5月 -            |
| 北海道地方         | 北海道富良野市                   |                      | 2004年 -               |
| 北海道地方         | 全域                             | Jewel Kiss           | 2008年11月 -           |
| 北海道地方         | 全域                             |                      | 2008年 - 2010年        |
| 北海道地方         | 全域                             | momonaki             | 2009年5月 -            |
| 東北地方           | 青森縣弘前市                     |                      | 2000年7月 -            |
| 東北地方           | 岩手縣花卷市                     | LOVE YOURS           | 2004年4月 - 2005年     |
| 東北地方           | 宮城縣仙台市                     | B♭                   | 2006年 -               |
| 東北地方           | 宮城縣仙台市                     | conomi               | 2006年 -               |
| 東北地方           | 宮城縣仙台市                     | Dorothy Little Happy | 2010年7月 - 2018年12月 |
| 東北地方           | 宮城縣仙台市                     | REX                  | 2003年 -               |
| 東北地方           | 宮城縣仙台市                     | SPLASH               | 2006年3月 -            |
| 東北地方           | 宮城縣仙台市                     |                      | 2009年3月 -            |
| 東北地方           | 宮城縣仙台市                     | （t.c.princess）     | 2009年4月 -            |
| 東北地方           | 宮城縣仙台市                     |                      | 2011年7月 -            |
| 東北地方           | 宮城縣仙台市・村田町             | SRQ5                 | 2012年 -               |
| 東北地方           | 宮城縣氣仙沼市                   | SCK GIRLS            | 2011年10月 -           |
| 東北地方           | 秋田縣秋田市                     | pramo                | 2011年4月 -            |
| 東北地方           | 山形縣酒田市                     | SHIP                 | 2001年 - 2006年        |
| 東北地方           | 福島縣福島市                     | Loveit!（ラビット）          | 2012年 -               |
| 東北地方           | 福島縣喜多方市                   | KIRA☆GIRL            | 2012年 -               |
| 東北地方           | 福島縣浪江町                     | NYTS（ナイツ）             | 2009年 -               |
| 東北地方           | 全域                             | いぎなり東北産       | 2015年 -               |
| 關東地方           | 茨城縣筑波市                     |                      | 2010年8月 -            |
| 關東地方           | 栃木縣宇都宮市                   |                      | 2010年10月 -           |
| 關東地方           | 群馬縣                           | AKG                  | 2011年 -               |
| 關東地方           | 埼玉縣加須市                     | Pinkish              | 2002年9月 - 2016年3月  |
| 關東地方           | 埼玉縣嵐山町                     | Pieace               | 2005年7月 -            |
| 關東地方           | 千葉縣千葉市                     | C-ZONE               | 2005年 - 2012年3月     |
| 關東地方           | 千葉縣木更津市                   |                      | 2011年 -               |
| 關東地方           | 東京都江戶川區                   |                      | 2011年10月 - 2013年9月 |
| 關東地方           | 東京都北區                       | AKBN 0               | 2010年5月 -            |
| 關東地方           | 東京都墨田區京島                 |                      | 2011年12月 -           |
| 關東地方           | 東京都中央區月島                 | MOON-JACKS           | 2010年 -               |
| 關東地方           | 東京都八王子市                   | PLIME                | 2004年 - 2009年        |
| 關東地方           | 東京都千代田區（秋葉原）         | AKB48 等             | 2005年 -               |
| 關東地方           | 神奈川縣横濱市                   | ナチュラルポイント   | 2005年4月 -            |
| 關東地方           | 神奈川縣川崎市                   |                      | 2011年10月 -           |
| 中部地方           | 石川縣                           | Jumpin'              | 2013年3月 -            |
| 中部地方           | 新潟縣                           | Negicco              | 2003年7月 -            |
| 中部地方           | 新潟縣新潟市                     | RYUTist              | 2011年7月 -            |
| 中部地方           | 新潟縣長岡市                     | Y.O.Y                | 2011年8月 -            |
| 中部地方           | 富山縣                           |                      | 2011年 -               |
| 中部地方           | 長野縣                           | Purё+Rabbit's        | 2010年3月 -            |
| 中部地方           | 長野縣                           |                      | 2011年3月 -            |
| 中部地方           | 長野縣                           |                      | 2005年10月 -           |
| 中部地方           | 長野縣                           |                      | 2011年1月 -            |
| 中部地方           | 靜岡縣濱松市                     |                      |                        |
| 中部地方           | 靜岡縣濱松市                     | H&A                  | 2008年9月 -            |
| 中部地方           | 靜岡縣                           | ORANCHE              | 2004年3月 -            |
| 中部地方           | 静岡縣濱松市                     |                      | 2009年3月 -            |
| 中部地方           | 靜岡縣濱松市                     | MAI with AN8         | 2010年3月 -            |
| 中部地方           | 愛知縣名古屋市                   | Barbie Lips          | 2009年 -               |
| 中部地方           | 愛知縣稻澤市                     |                      | 2011年7月 -            |
| 中部地方           | 愛知縣名古屋市                   | OS☆U                 | 2010年 -               |
| 中部地方           | 愛知縣名古屋市                   | SKE48                | 2008年 -               |
| 中部地方           | 愛知縣名古屋市                   | White・White         | 2005年12月 - 2010年6月 |
| 中部地方           | 愛知縣名古屋市                   |                      | 2008年 - 2011年4月     |
| 中部地方           | 愛知縣                           |                      | 2011年 -               |
| 中部地方           | 愛知縣                           | 偶像教室             | 2010年 -               |
| 中部地方           | 愛知縣                           |                      | 2009年9月 - 2011年     |
| 中部地方           | 愛知縣                           | 虎魚組               | 2011年9月 -            |
| 中部地方           | 愛知縣名古屋市                   |                      | 2009年 -               |
| 中部地方・近畿地方 | 愛知縣名古屋市・京都府・大阪府   | NKO☆Lovers           | 2011年 -               |
| 近畿地方           | 滋賀縣                           |                      | 2010年4月 -            |
| 近畿地方           | 奈良縣                           | Pixy Chicks          | 2009年9月 -            |
| 近畿地方           | 京都府                           | bond                 | 2011年 -               |
| 近畿地方           | 京都府                           |                      | 2010年1月 -            |
| 近畿地方           | 京都府                           | Piminy               | 2010年 -               |
| 近畿地方           | 大阪府                           | OSAKA B B WAVE       | 2010年 - 2016年1月     |
| 近畿地方           | 大阪府                           | Csli                 | 2010年 -               |
| 近畿地方           | 大阪府                           | HOP CLUB             | 2001年 -               |
| 近畿地方           | 大阪府                           | JK21                 | 2008年6月 -            |
| 近畿地方           | 大阪府                           | MarryDoll            | 2007年 -               |
| 近畿地方           | 大阪府                           | Mary Angel           | 2007年2月 -            |
| 近畿地方           | 大阪府大阪市中央區               | NMB48                | 2010年 -               |
| 近畿地方           | 大阪府                           | SKETCH               | 2008年9月 -            |
| 近畿地方           | 大阪府大阪市天保山               |                      | 2009年8月 -            |
| 近畿地方           | 大阪府                           |                      | 2001年 - 2002年        |
| 近畿地方           | 大阪府                           |                      | 2006年5月 - 2008年2月  |
| 近畿地方           | 大阪府大阪市浪速區               |                      | 2009年9月 -            |
| 近畿地方           | 大阪府                           |                      | 2009年10月 -           |
| 近畿地方           | 大阪府                           |                      | 2010年4月 -            |
| 近畿地方           | 和歌山縣                         | Fun×Fam              | 2011年1月 -            |
| 近畿地方           | 和歌山縣                         | ZagaDa               | 2011年9月 -            |
| 近畿地方           | 全域                             | JK21                 | 2008年 -               |
| 近畿地方           | 全域                             | JAM                  | 2003年8月 -            |
| 近畿地方           | 全域                             | たこやきレインボー   | 2012年 - 2021年        |
| 中國・四國地方     | 鳥取縣・島根縣                   |                      | 2010年-                |
| 中國・四國地方     | 岡山縣・香川縣                   | Bachicco!            | 2001年6月 - 2008年12月 |
| 中國・四國地方     | 岡山縣                           | S-Qty                | 2010年10月-            |
| 中國・四國地方     | 岡山縣津山市                     | SakuLove             | 2011年4月-             |
| 中國・四國地方     | 岡山縣                           |                      | 2010年10月-            |
| 中國・四國地方     | 廣島縣廣島市                     | MMJ                  | 2010年5月 -            |
| 中國・四國地方     | 廣島縣                           |                      | 1999年10月 -           |
| 中國・四國地方     | 廣島縣                           | （即現在的 Perfume） | 2000年 -               |
| 中國・四國地方     | 廣島縣                           |                      | 2007年8月 -            |
| 中國・四國地方     | 山口縣                           |                      | 2011年10月 -           |
| 中國・四國地方     | 香川縣                           |                      | 2011年7月 -            |
| 中國・四國地方     | 香川縣                           | WAS（ワズ）              | 2010年12月 -           |
| 中國・四國地方     | 德島縣                           | coco's（コニーズ）           | 2005年1月 -            |
| 中國・四國地方     | 德島縣                           |                      | 1995年5月 -            |
| 中國・四國地方     | 德島縣                           |                      | 1996年 -               |
| 中國・四國地方     | 德島縣                           |                      | 2005年5月 -            |
| 中國・四國地方     | 愛媛縣松山市                     |                      | 2010年8月 -            |
| 中國・四國地方     | 愛媛縣今治市                     |                      | 2003年 -               |
| 中國・四國地方     | 高知縣                           |                      | 2010年2月 -            |
| 九州・沖繩地方     | 福岡縣福岡市                     | DVL                  | 2003年 -               |
| 九州・沖繩地方     | 福岡縣福岡市東區箱崎             | HR                   | 2010年8月 -            |
| 九州・沖繩地方     | 福岡縣福岡市                     |                      | 2010年11月 -           |
| 九州・沖繩地方     | 福岡縣                           |                      | 2010年12月 -           |
| 九州・沖繩地方     | 福岡縣                           | CQC's]               | 2010年10月 -           |
| 九州・沖繩地方     | 福岡縣福岡市                     | QunQun               | 2011年1月 -            |
| 九州・沖繩地方     | 福岡縣福岡市                     | HKT48                | 2011年11月 -           |
| 九州・沖繩地方     | 福岡縣福岡市中央區天神           | LinQ                 | 2011年4月 -            |
| 九州・沖繩地方     | 福岡縣福岡市博多區中洲           | mix*                 | 2011年4月 -            |
| 九州・沖繩地方     | 福岡縣久留米市・佐賀縣佐賀市     |                      | 2005年 - 2009年        |
| 九州・沖繩地方     | 福岡縣糸島市                     | Lovit's!             | 2011年8月 -            |
| 九州・沖繩地方     | 長崎縣長崎市                     | Sexybaby             | 2011年 -               |
| 九州・沖繩地方     | 長崎縣佐世保市                   | SASEBOキャンディーズ | 2009年 -               |
| 九州・沖繩地方     | 熊本縣熊本市                     | Book Bear            | 2007年 -               |
| 九州・沖繩地方     | 熊本縣                           |                      | 2011年 -               |
| 九州・沖繩地方     | 大分縣大分市・別府市             | CHIMO                | 2007年7月 -            |
| 九州・沖繩地方     | 大分縣大分市・別府市             | BLAZE                | 2011年8月 -            |
| 九州・沖繩地方     | 大分縣大分市                     | SPATIO               | 2011年10月 -           |
| 九州・沖繩地方     | 大分縣豐後高田市・宇佐市・中津市 | WEV（ウィヴィ）              | 2011年7月 -            |
| 九州・沖繩地方     | 宮崎縣宮崎市                     | MKM-ZERO             | 2011年 -               |
| 九州・沖繩地方     | 鹿兒島縣                         | S★UTHERN CROSS       | 2011年4月 -            |
| 九州・沖繩地方     | 九州全域                         | ばってん少女隊       | 2015年 -               |
| 九州・沖繩地方     | 沖繩縣                           | Lucky Color's        | 2010年12月 -           |

## 其他地區在地偶像

### 臺灣
在台灣稱「地下偶像」，為一群喜歡日系動畫歌曲、舞蹈、遊戲歌曲及秋葉原系偶像團體曲目為主的人，組成女子偶像團體，並展開定期公演，鮮少出現在主流的電視節目上。

## 相關作品
以在地偶像為主題的作品。
| 媒體類別           | 作品名（日文原名）                                                   | 劇中團體名稱（日文）                | 活動地點               | 公開年份 |
| ------------------ | -------------------------------------------------------------------- | ----------------------------------- | ---------------------- | -------- |
| 漫畫               | 幕張仙人掌校園（幕張サボテンキャンパス）                             | 花生娘（ピーナッツ娘）。            | （真實）千葉縣千葉市   | 1996年   |
| 電視劇             | スキップ!〜商店街が生んだアイドル〜                                  | SKIP                                | （架空）山形縣         | 2009年   |
| 漫畫・電視動畫     | 普通女高中生要做當地偶像（普通の女子校生が【ろこどる】やってみた。） | 流川Girls（流川ガールズ）           | （架空）流川市         | 2011年   |
| 漫畫               | 村ドル                                                               | （無）                              | （架空）玉川村、汐田村 | 2012年   |
| 電視劇             | 小海女（あまちゃん）                                                 | 潮聲的回憶（潮騒のメモリーズ）      | （架空）岩手縣北三陸市 | 2013年   |
| 電視劇             | 小海女（あまちゃん）                                                 | 仙台牛舌Girls（仙台牛たんガールズ） | （真實）宮城縣仙台市   | 2013年   |
| 漫畫               | 地元がステージ!〜ご当地アイドル♪アンアイリスの活動日誌〜             | アンアイリス                        | （真實）三重縣鈴鹿市   | 2013年   |
| 真人電影           | あすなろ参上!                                                        | あすなろA                           | （真實）愛媛縣松山市   | 2013年   |
| 動畫電影・電視動畫 | Wake Up, Girls!                                                      | Wake Up, Girls!                     | （真實）宮城縣仙台市   | 2014年   |
| 電視動畫           | 佐賀偶像是傳奇（ゾンビランドサガ）                                   | 法蘭秀秀（フランシュシュ）          | （真實）佐賀縣         | 2018年   |
| 漫畫・電視動畫     | 神推偶像登上武道館我就死而無憾（推しが武道館いってくれたら死ぬ）     | Cham Jam                            | （真實）岡山縣岡山市   | 2020年   |
| 網路動畫           | 衝吧烈子（アグレッシブ烈子）                                         | OTM女孩（OTMGirls）                 | （真實）網路直播       | 2020年   |